# Аква, Бенджамин
Бенджамин Аква (англ. Benjamin Acquah; род. 29 декабря 2000, Амасаман, Большая Аккра) — ганский футболист, полузащитник шведского «Хельсингборга».

## Клубная карьера
Начинал заниматься футболом в академии «Ред Булл Гана», после чего перешёл в «Эбусуа Дварфс», в котором дорос до основной команды. В её составе дебютировал 11 марта 2020 года в домашнем матче с «Кинг Фейсал Бэйбс», появившись на поле на 40-й минуте. В марте 2021 года на правах аренды до конца года перешёл в шведский «Хельсингборг». 22 июля сыграл первую игру за новую команду в Суперэттане против «Вернаму», появившись на поле на 85-й минуте вместо Эмиля Кайеда. По итогам сезона «Хельсингборг» занял третье место в турнирной таблице и попал в стыковые матчи. В двухматчевом противостоянии с «Хальмстадом» его команда оказалась сильнее, а Аква принял участие в одном из поединков. 16 декабря подписал с клубом полноценный контракт, рассчитанный на четыре года.

## Клубная статистика
| Выступление      | Выступление      | Выступление      | Лига | Лига | Кубки | Кубки | Конт. кубки | Конт. кубки | Разное | Разное | Итого | Итого |
| Клуб             | Лига             | Сезон            | Игры | Голы | Игры  | Голы  | Игры        | Голы        | Игры   | Голы   | Игры  | Голы  |
| ---------------- | ---------------- | ---------------- | ---- | ---- | ----- | ----- | ----------- | ----------- | ------ | ------ | ----- | ----- |
| Эбусуа Дварфс    | Премьер-лига     | 2019/20          | 3    | 1    | 0     | 0     | 0           | 0           | 0      | 0      | 3     | 1     |
| Эбусуа Дварфс    | Премьер-лига     | 2020/21          | 16   | 5    | 0     | 0     | 0           | 0           | 0      | 0      | 16    | 5     |
| Эбусуа Дварфс    | Итого            | Итого            | 19   | 6    | 0     | 0     | 0           | 0           | 0      | 0      | 19    | 6     |
| Хельсингборг     | Суперэттан       | 2021             | 19   | 1    | 1     | 0     | 0           | 0           | 1      | 0      | 21    | 1     |
| Хельсингборг     | Итого            | Итого            | 19   | 1    | 1     | 0     | 0           | 0           | 1      | 0      | 21    | 1     |
| Всего за карьеру | Всего за карьеру | Всего за карьеру | 38   | 7    | 1     | 0     | 0           | 0           | 1      | 0      | 40    | 7     |